# حوزه انتخابیه دوم مینه‌سوتا
حوزه انتخابیه دوم مینه‌سوتا یک حوزه انتخابیه مجلس نمایندگان آمریکا است که در ایالت مینه‌سوتا قرار دارد.